# Schwenningen
Schwenningen es un municipio alemán perteneciente al distrito de Sigmaringa en el estado federado de Baden-Wurtemberg.

## Geografía

### Situación geográfica
Schwenningen se encuentra a una altitud de 870 metros en el Parque Natural del Alto Danubio, en el Heuberg, la meseta suroccidental del Jura de Suabia.

### División municipal
El municipio de Schwenningen conservó su independencia durante la reforma municipal y de distritos de 1973.
| Escudo       | Distrito               | Residentes | Área (ha) |
| ------------ | ---------------------- | ---------- | --------- |
| Schwenningen | Distrito de Sigmaringa | 1616       | 1930      |

### Zonas protegidas
Schwenningen alberga la zona FFH Wiesen bei Schwenningen (Praderas cercanas a Schwenningen), designada para proteger las praderas bajas ricas en especies que rodean el pueblo. En el extremo occidental, el municipio también posee una pequeña parte de la reserva ornitológica de Südwestalb und Oberes Donautal.
Schwenningen también se encuentra en el Parque Natural del Alto Danubio.

## Cultura y lugares de interés
Schwenningen se encuentra en la carretera de Hohenzollern. El municipio está afiliado a la asociación turística "Donaubergland".

### Edificios

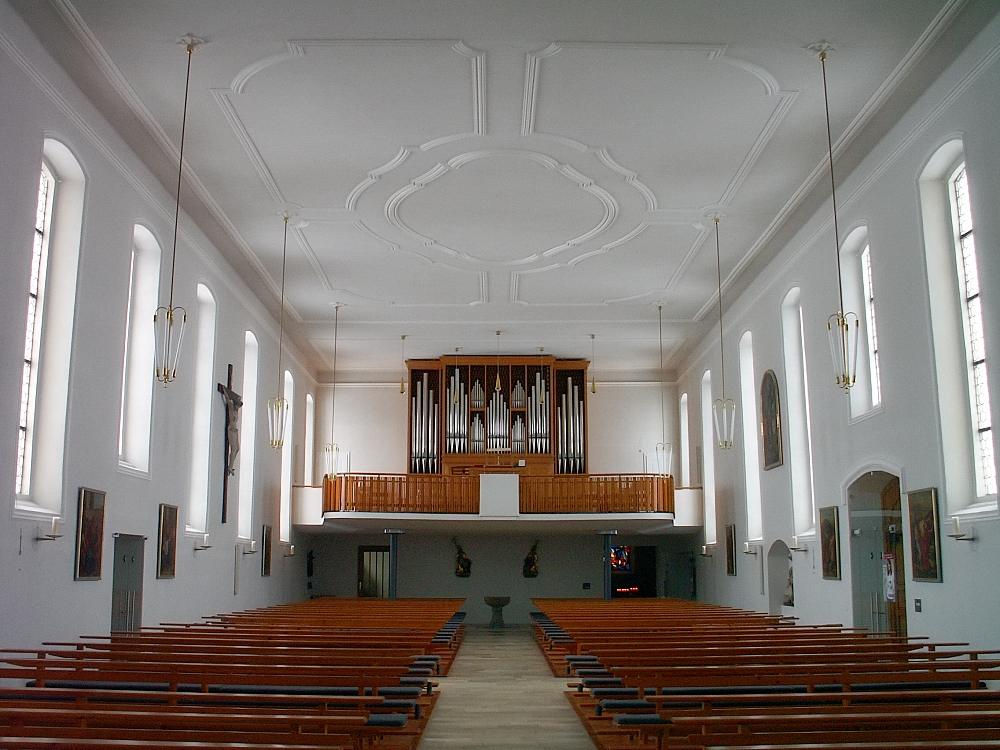
Iglesia de San Columbano, interior

- La iglesia parroquial católica de San Columbano, construida en 1819, tiene un moderno relieve de estuco del escultor local Oskar Steidle en la pared trasera del coro.
- Capilla de San Antonio
- Capilla de Wendelinus
- Capilla de Lourdes
- Artesanía en la antigua escuela

### Educación
- Escuela primaria
- Centro de educación católica
- Talleres y cursos en la antigua escuela